# Ahmad Ubajd ibn Daghr
Ahmad Ubajd ibn Daghr (ar. أحمد عبيد بن دغر, ur. 2 grudnia 1952 w muhafazie Hadramaut) – jemeński polityk, premier Jemenu od 3 kwietnia 2016 do 15 października 2018.

## Życiorys
Urodził się w muhafazie Hadramaut w 1952 roku, w okresie istnienia Protektoratu Adeńskiego. Po ukończeniu studiów, rozpoczął karierę polityczną w ramach Jemeńskiej Partii Socjalistycznej, z ramienia której był członkiem Izby Reprezentantów Jemenu. Po wojnie domowej z 1994 opuścił kraj, powracając po kilku latach. W latach 2011–2014 był ministrem komunikacji, natomiast w latach 2015–2016 pełnił urząd wicepremiera.